# Breathe Me
„Breathe Me” este un cântec al cântăreței australiane Sia. Piesa a fost compusă de Sia Furler și Dan Carey, fiind inclusă pe cel de-al treilea material discografic de studio al artistei, Colour the Small One. Înregistrarea a fost lansată ca cel de-al treilea single extras al albumului în luna aprilie a anului 2004. Compoziția a vândut peste 1.2 de milioane de exemplare în Statele Unite ale Americii.
În Regatul Unit, „Breathe Me” s-a pozitionat la numărul 71 pe 1 mai 2004. Single-ul de asemenea a depașit numărul 19 în Danemarca în 2011 și numărul 81 în Franța în 2012. În Statele Unite ale Americii, piesa s-a clasat la numărul 24 la Rock Digital Songs, un clasament component al revistei Billboard.

## Criticii
Rolling Stone a chemat cântecul „delicat și obsedant”.

## Videoclip
Videoclipul oficial a fost regizat de Daniel Askill. A fost filmat peste trei zile într-un hotel tematic din Londra și este construit cu peste 2,500 de fotografii polaroid individuale.

## Ordinea pieselor pe disc
| Nr.          | Titlul               | Durată |
| ------------ | -------------------- | ------ |
| Maxi CD Pt.1 |                      |        |
| 01.          | „Breathe Me” [A]     | 4ː32   |
| 02.          | „Sea Shells” [A]     | 4ː52   |
| Maxi CD Pt.2 |                      |        |
| 01.          | „Breathe Me” [A]     | 4:32   |
| 02.          | „Breathe Me” [B]     | 5:01   |
| 03.          | „Breathe Me” [C]     | 4:57   |
| 04.          | „Breathe Me” [D]     | 6:22   |
| 05.          | „Breathe Me” [E]     | 4:38   |
| 10" Pt.1     |                      |        |
| A.           | „Breathe Me” [B]     | 5:01   |
| B.           | „Where I Belong” [F] | 5:03   |

| Nr.        | Titlul           | Durată |
| ---------- | ---------------- | ------ |
| 10" Pt.2   |                  |        |
| A.         | „Breathe Me” [C] | 4ː57   |
| B.         | „Numb” [G]       | 4ː14   |
| 12" single |                  |        |
| A1.        | „Breathe Me” [D] | 6ː22   |
| A2.        | „Breathe Me” [C] | 4ː57   |
| B1.        | „Breathe Me” [B] | 5ː01   |
| B2.        | „Breathe Me” [E] | 4ː38   |

Specificații
- A ^ Versiunea de pe albumul de proveniență, Colour the Small One.
- B ^ Remix „Four Tet”.
- C ^ Remix „Ulrich Schnauss”.
- D ^ Remix „Mylo”.
- E ^ Remix „Mr. Dan”.
- F ^ Remix „Hot Chip”.
- G ^ Remix „Leila”.

## Clasamente
| Țară (clasament)                                | Poziția maximă | Referință |
| ----------------------------------------------- | -------------- | --------- |
| Danemarca (Tracklisten)                         | 19             | [ 3 ]     |
| Franța (SNEP)                                   | 81             | [ 3 ]     |
| Regatul Unit (UK Singles Chart)                 | 71             | [ 2 ]     |
| Statele Unite ale Americii (Rock Digital Songs) | 24             | [ 4 ]     |

## Certificări
| \| Țara \| Vânzări/ puncte \| Certificare \| Referințe \| \| --------- \| --------------- \| ----------- \| --------- \| \| Danemarca \| +30,000 \| \| [7] \| | Note - reprezintă „disc de aur”; |             |           |
| Țara | Vânzări/ puncte                  | Certificare | Referințe |
| Danemarca | +30,000                          |             | [ 7 ]     |

## Istoricul lansărilor
| Țară                       | Dată            | Format              | Casă de discuri                                        | Ref    |
| -------------------------- | --------------- | ------------------- | ------------------------------------------------------ | ------ |
| Canada                     | 19 aprilie 2004 | CD single (part 1)  | Universal, Go! Beat                                    | [ 8 ]  |
| Canada                     | 19 aprilie 2004 | CD single (part 2)  | Universal, Go! Beat                                    | [ 9 ]  |
| Germania                   | 19 aprilie 2004 | CD single (part 1)  | Go! Beat                                               | [ 10 ] |
| Germania                   | 19 aprilie 2004 | CD single (part 2)  | Go! Beat                                               | [ 11 ] |
| Germania                   | 19 aprilie 2004 | Vinyl single        | Go! Beat                                               | [ 12 ] |
| Regatul Unit               | 19 aprilie 2004 | 12"                 | Go! Beat                                               | [ 13 ] |
| Statele Unite ale Americii | 20 aprilie 2004 | CD single (part 1)  | Universal, Go! Beat                                    | [ 14 ] |
| Statele Unite ale Americii | 3 ianuarie 2006 | Descărcare digitală | Universal, Island, Systemtactic, Go! Beat, Astralwerks | [ 15 ] |